# Bodenrainalm
Die Bodenrainalm ist eine aufgelassene Alm auf dem Hochplateau der Reiter Alm auf dem Gebiet der Gemeinde Schneizlreuth.

## Bauten
Auf der Bodenrainalm befinden sich das Wartsteinhaus, drei Lenzenkaser und Nebenbauten. 
Das Wartsteinhaus befindet sich im Kessel nördlich der Lenzenkaser und stammt aus dem Jahr 1925. Der Bau entstand aus einer Erweiterung einer Almhütte und wurde anfangs vom Ski-Klub Bad Reichenhall genutzt. Zwischen 1936 und 1945 übernahm die Wehrmacht das Gebäude. Zwischen 1945 und 1959 bewirtschaftete der Ski-Klub das Gebäude als Unterkunftshütte. 
Der Lenzenkaser 1 befindet sich südlich der Wegkreuzung und stammt aus dem Jahr 1927. Es handelt sich um eine Originalhütte aus der Zeit der almwirtschaftlichen Nutzung.
Der Lenzenkaser 2 befindet sich südlich des Lenzenkaser 1 und wurde 1967 erbaut. Nach dem Abbruch des bisherigen Kasers errichtete die Bundeswehr an dieser Stelle den Lenzenkaser 2.
Der Lenzenkaser 3 befindet sich am Fahrweg vom Schrecksattel kurz vor der Almlichte. Der Lenzenkaser 3 wird auch Berchtesgadener Haus und Fritz-Höhne-Haus genannt.

## Heutige Nutzung
Die ehemaligen Almen auf der Reiter Alm werden heute als Einheit bestoßen. Die Bodenrainalm und die dortigen Bauten werden durch die Bundeswehr genutzt. Auf der Alm befindet sich ein Hubschrauberlandeplatz, der auch beweidet wird.

## Lage
Die Bodenrainalm ist eine Kesselalm nordöstlich des Schrecksattels am Wartsteinkopf.